# Các vị thần Hindu

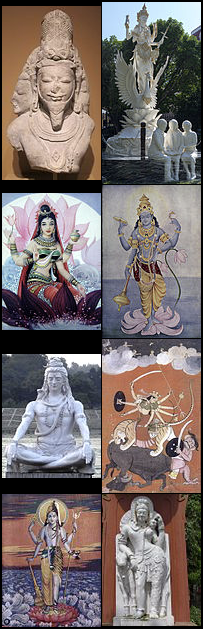
Ví dụ về các vị thần Hindu (từ trên xuống): Brahma, Saraswati, Lakshmi, Vishnu, Shiva, Durga, Harihara và Ardhanarishvara.

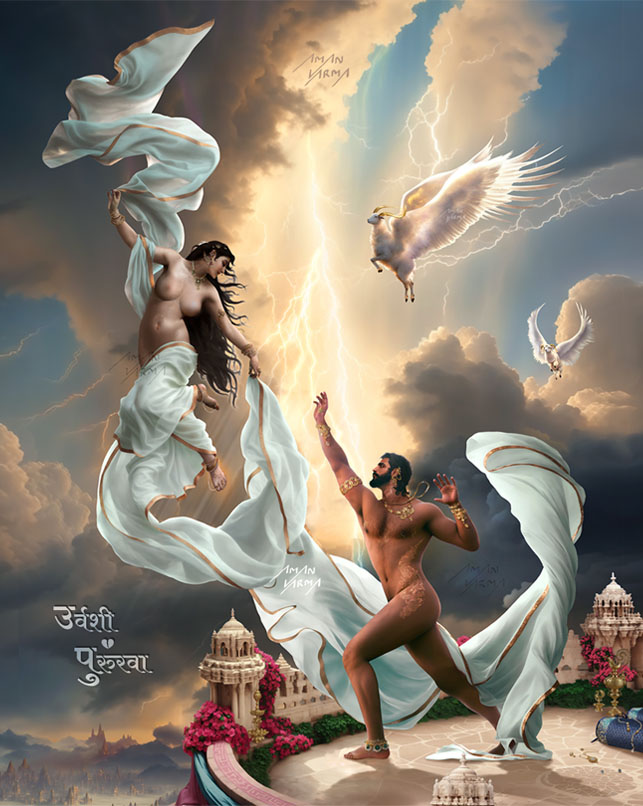
Nam thần và nữ thần trong Ấn Độ giáo

Các vị thần Hindu là các nam thần và nữ thần trong Ấn Độ giáo. Các thuật ngữ và văn bia cho các vị thần trong các truyền thống của Ấn Độ giáo là khác nhau, với các tên thần khác nhau bao gồm Deva, Devi, Ishvara, Ishvari, Bhagavān và Bhagavati. 
Các vị thần của Ấn Độ giáo đã phát triển từ thời kỳ Vệ đà (thiên niên kỷ thứ 2 TCN) qua thời trung cổ (thiên niên kỷ thứ 1), theo khu vực ở Nepal, Ấn Độ và Đông Nam Á, và qua các truyền thống đa dạng của Ấn Độ giáo. Các vị thần Hindu khái niệm khác nhau từ một vị thần cá nhân như trong Yoga học của triết học Hindu, đến 33 vị thần Vệ Đà, đến hàng trăm thần Puranas của Ấn Độ giáo. Minh họa của các vị thần lớn bao gồm Parvati, Vishnu, Sri (Lakshmi), Shiva, Sati, Brahma và Saraswati. Những vị thần này có những tính cách riêng biệt và phức tạp, nhưng thường được xem là những khía cạnh của cùng một Thực tại tối thượng được gọi là Brahman.  Từ thời cổ đại, ý tưởng về sự tương đương đã được ấp ủ cho tất cả người Ấn giáo, trong các văn bản của nó và trong tác phẩm điêu khắc thiên niên kỷ thứ 1 với các khái niệm như Harihara (Half Vishnu, Half Shiva)  và Ardhanārīshvara (một nửa Shiva, một nửa Parvati), với những huyền thoại và đền thờ kết hợp chúng lại với nhau, tuyên bố chúng giống nhau. Các vị thần lớn đã truyền cảm hứng cho các truyền thống Ấn Độ giáo của riêng họ, chẳng hạn như Vaishnavism, Shaivism và Shaktism, nhưng với thần thoại chung, ngữ pháp nghi lễ, thần học, tiên đề và đa thần giáo. Một số truyền thống Hindu, như Smartism từ thiên niên kỷ AD giữa 1st, đã bao gồm nhiều vị thần lớn như biểu hiện của Saguna Brahman, và như là một phương tiện để thực hiện các Nirguna Brahman.
Các vị thần Hindu được đại diện với các biểu tượng và anicons khác nhau, trong các bức tranh và tác phẩm điêu khắc, được gọi là Murtis và Pratimas. Một số truyền thống Ấn Độ giáo, như Charvakas cổ đại, đã bác bỏ tất cả các vị thần và khái niệm về thần hoặc nữ thần, trong khi các phong trào thời thuộc địa Anh thế kỷ 19 như Arya Samaj và Brahmo Samaj từ chối các vị thần và chấp nhận các khái niệm độc thần tương tự như các tôn giáo Áp-ra-ham. Các vị thần Hindu đã được chuyển qua trong các tôn giáo khác như Jaina giáo, và ở các khu vực bên ngoài Ấn Độ, như chủ yếu là Phật giáo Thái Lan và Nhật Bản, nơi họ tiếp tục được tôn kính trong các đền chùa hoặc nghệ thuật khu vực.
Trong các văn bản Ấn Độ giáo thời cổ đại và trung cổ, cơ thể con người được mô tả như một ngôi đền, và các vị thần được mô tả là những phần cư trú bên trong nó,  trong khi Brahman (Hiện thực tuyệt đối, Thiên Chúa)  được mô tả là giống nhau, hoặc có bản chất tương tự, như Atman (bản thân, linh hồn), mà người Ấn giáo tin là vĩnh cửu và trong mỗi sinh vật. Các vị thần trong Ấn Độ giáo cũng đa dạng như truyền thống của nó, và một người theo đạo Hindu có thể chọn là đa thần, phiếm thần, độc thần, độc đạo, bất khả tri, vô thần hoặc nhân văn.